# Wasgen I.

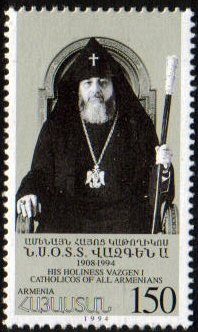
Wasgen I. auf einem armenischen Postwertzeichen (1995)

Wasgen I. (* 20. September 1908 in Bukarest; † 18. August 1994 in Jerewan) war der „Oberste Patriarch und Katholikos Aller Armenier“, d. h. von Etschmiadsin, in der Armenischen Apostolischen Kirche.

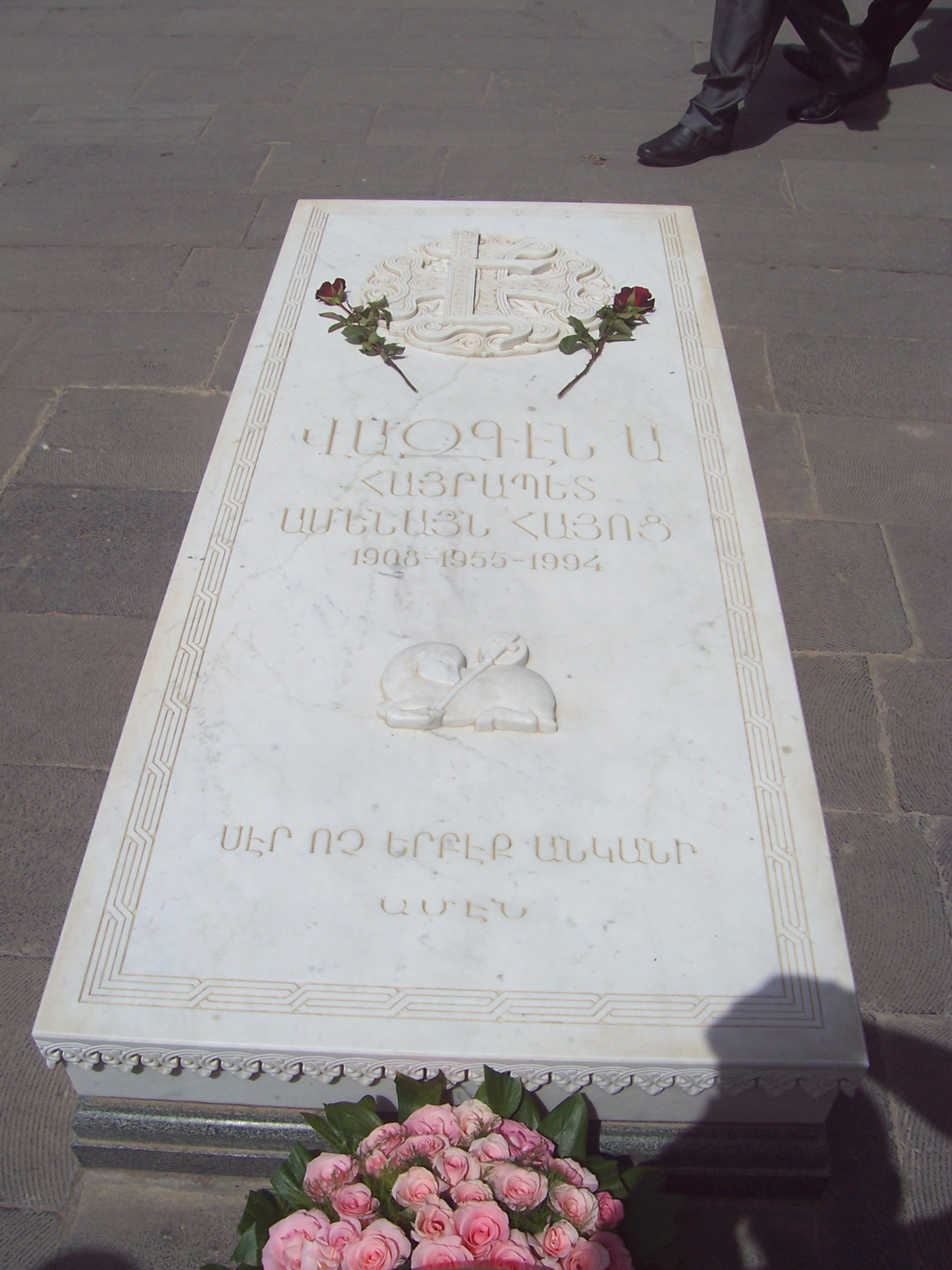
Grabstein von Wasgen vor der Etschmiadsin-Kathedrale

Lewon Garabed Paltschian war das einzige Kind von Abraham Paltschian und seiner Frau, einer nach den Hamidianischen Massakern 1895/96 aus Istanbul nach Rumänien geflohenen Armenierfamilie. Er erfuhr seine Schul- und Universitätsausbildung in Bukarest. Er lernte an der ehemaligen Armenischen Schule und an der Deutschen Schule. Anschließend wirkte er als Publizist und Lehrer. Im September 1943 wurde er in Athen durch den armenischen Primas von Griechenland zum Mönchspriester geweiht und erhielt als solcher den Namen Wasgen an. In diese Zeit fällt auch seine Erhebung zum Wardapet. 1948 wurde er zum Primas von Rumänien bestellt und 1951 durch Katholikos Geworg VI. von Etschmiadsin (damals Sowjetrepublik Armenien) zum Bischof ordiniert. Nach einer sorgfältig arrangierten Rundreise durch ganz Armenien erfolgte am 29. September 1955 in Etschmiadsin seine Wahl (mit 125 von 137 Stimmen), am 2. Oktober ebendort die Weihe und Salbung zum „Obersten Patriarchen und Katholikos Aller Armenier“.
Wasgen I. weihte in seiner Amtszeit insgesamt 65 Bischöfe, vollzog die seit 1926 verhinderte Myronweihe sechs Mal, traditionsgemäß alle sieben Jahre (zuletzt 1991), renovierte Kirchen und Baulichkeiten im und beim Katholikat, sorgte für eine Übersetzung der Bibel in das Neu-Armenische und entfaltete als erster Katholikos eine rege Reisetätigkeit zu den Gemeinden der armenischen Diaspora und zu anderen Kirchenoberhäuptern. Im März 1956 besuchte er die katholischen Mechitaristen in Venedig, 1970 ein erstes Mal den Vatikan.
Durch ihn wurde das Katholikat von Etschmiadsin 1962 Mitglied im Weltrat der Kirchen. In seiner fast vierzigjährigen Amtszeit wurde Armenien unabhängig. 1991 nahm er die Vereidigung des ersten Präsidenten vor. 1993 verlieh ihm das armenische Parlament den Ehrentitel „Nationalheld von Armenien“.
In hohem Alter erlag er nach langer Krankheit einem Krebsleiden. Am 28. August 1994 wurde er vor der Kathedrale von Etschmiadsin beigesetzt.